# هنری استارجیس مورگان
هنری استارجیس مورگان (به انگلیسی: Henry Sturgis Morgan) (زاده ۲۴ اکتبر ۱۹۰۰ - درگذشته ۸ فوریه ۱۹۸۲) بانکدار، سیاست‌مدار و کارآفرین آمریکایی بریتانیایی‌تبار بود، که با مشارکت هارولد استنلی، شرکت مورگان استنلی را در سال ۱۹۳۵ تأسیس نمود. هنری مورگان، فرزند جی‌پی مورگان جونیور و نوه جی‌پی مورگان (بانکدار مشهور آمریکایی و بنیانگذار جی.پی. مورگان اند کو.) می‌باشد.